# Хмелёвка (Дмитровское сельское поселение)
Хмеле́вка (также Хмелёвка) — опустевшая деревня в Селижаровском районе Тверской области. В составе Дмитровского сельского поселения.

## География
Находится в западной части Тверской области на расстоянии приблизительно 27 км на юг-юго-восток по прямой от административного центра округа поселка Селижарово.

## История
Деревня была отмечена еще на карте 1825 года. В 1859 году здесь (деревня Осташковского уезда Тверской губернии) было учтено 11 дворов, в 1939 — 13. До 2020 года входила в состав Дмитровского сельского поселения Селижаровского района до их упразднения.

## Население
Численность населения: 11 человек (1859 год), 0 как в 2002 году, так и в 2010.